# Nightfall (film 1988)
Nightfall è un film di fantascienza americano del 1988 scritto e diretto da Paul Mayersberg, basato sull'omonimo racconto del 1941 di Isaac Asimov.
Il film è stato girato in esterni presso il progetto Arcosanti, utilizzando i membri della comunità residente come comparse.

## Trama
Sul pianeta Aeon, non tecnologicamente avanzato e illuminato da sei soli, è sempre giorno e la popolazione non ha mai visto la notte, ed è terrorizzata dal buio. Solo una volta ogni parecchi secoli, una congiunzione astrale crea un'eclissi che oscura tutte le stelle. Una scoperta archeologica fa temere che quell'evento possa ripetersi a breve, che potrebbe tornare un nuovo periodo notturno ma questo divide in due la popolazione: chi sprofonda nel misticismo, guidati dal Culto, e gli scienziati che costruiscono un rifugio per salvarsi dalla follia.

## Premi e riconoscimenti
La costumista Stephen M. Chudej ha ricevuto una nomination nella categoria "migliori costumi" ai Saturn Awards del 1990.